# Clark-Baraitser-Syndrom
Das Clark-Baraitser-Syndrom (CLABARS) (Synonym Baraitser-Syndrom) ist eine sehr seltene angeborene Erkrankung mit den Hauptmerkmalen Geistige Behinderung, Makrozephalie, Gesichtsdysmorphie, Adipositas und Makroorchidie.
Die Bezeichnung bezieht sich auf die Erstautoren der Erstbeschreibung aus dem Jahre 1987 durch Robin Dawn Clark und den Humangenetiker Michael Baraitser.
Die Erkrankung ist nicht zu verwechseln mit anderen, auch nach Baraitser benannten Syndromen.

## Vorkommen und Ursachen
Die Häufigkeit wird mit unter 1 zu 1.000.000 angegeben, die Vererbung erfolgt autosomal-dominant.
Der Erkrankung liegen Mutationen im TRIP12-Gen auf dem Chromosom 2 im Genort
q36.3 zugrunde.
Die Erkrankung wurde aufgrund des vermuteten X-chromosomalen Erbganges zu den X-chromosomalen mentalen Retardierungen gezählt. Bislang wurde lediglich über fünf Betroffene berichtet.

## Klinische Erscheinungen
Klinische Kriterien sind:
- Geistige Behinderung
- Makrozephalie
- Gesichtsauffälligkeiten mit rechteckiger Stirn, hervorstehendem Überaugenwulst, breiter Nasenspitze, prominenter Unterlippe, großen Ohrmuscheln
- Adipositas
- Makroorchidie

## Differentialdiagnose
Abzugrenzen ist u. a. das  Atkin-Flaitz-Syndrom mit Minderwuchs und Hypertelorismus.